# Jeff Beck Group (álbum)
Jeff Beck Group es el cuarto y último álbum de estudio de la agrupación británica The Jeff Beck Group, publicado por Epic Records en 1972. Participaron en su grabación el guitarrista Jeff Beck, el cantante Bobby Tench, el tecladista Max Middleton, el bajista Clive Chaman y el baterista Cozy Powell. Tras el lanzamiento del disco, la agrupación se separó, dando paso a una carrera como solista de Beck.

## Lista de canciones
| Lado A |                                             |          |  |
| N.º    | Título                                      | Duración |  |
| 1.     | «Ice Cream Cakes»                           | 5:40     |  |
| 2.     | «Glad All Over»                             | 2:58     |  |
| 3.     | «Tonight I'll Be Staying Here with You»     | 4:59     |  |
| 4.     | «Sugar Cane»                                | 4:07     |  |
| 5.     | «I Can't Give Back the Love I Feel for You» | 2:42     |  |

| Lado B |                        |          |  |
| N.º    | Título                 | Duración |  |
| 6.     | «Going Down»           | 6:51     |  |
| 7.     | «I Got to Have a Song» | 3:26     |  |
| 8.     | «Highways»             | 4:41     |  |
| 9.     | «Definitely Maybe»     | 5:02     |  |

## Créditos
- Jeff Beck – guitarra principal
- Bobby Tench – voz y guitarra rítmica
- Max Middleton – órgano
- Clive Chaman – bajo
- Cozy Powell – batería y pandereta